# Catoxyethira elouardi
Catoxyethira elouardi är en nattsländeart som beskrevs av Francois-Marie Gibon 1987. Catoxyethira elouardi ingår i släktet Catoxyethira och familjen smånattsländor. Inga underarter finns listade i Catalogue of Life.